# Disgaea RPG
Disgaea RPG est un titre dérivé de la série Disgaea pour les appareils iOS et Android publié par Nippon Ichi Software. Il est sorti au Japon le 19 mars 2019. Le jeu est free-to-play et monétisé avec des microtransactions pour obtenir de la monnaie in-game ; cette monnaie in-game permet aux joueurs de collecter des personnages aléatoires dans un système de gacha.

## Gameplay
Disgaea RPG est un RPG au tour par tour actif, contrairement à la nature RPG de stratégie des titres de la console. Les joueurs forment des groupes composés de cinq personnages et affrontent des vagues d'ennemis dans différents modes. De nombreuses fonctionnalités des jeux principaux reviennent, y compris la réincarnation des personnages, la levée et le lancement d'objets ou de personnages, les attaques d'équipe et de "tour", les capacités spéciales des personnages appelées maléfices et le système Item World pour la mise sous tension de l'équipement. Cela inclut également «les énormes niveaux et les dégâts qui sont synonymes de Disgaea» selon le président de Nippon Ichi Sohei Niikawa, comme un niveau maximum de 9999 et des attaques qui infligent 1 billion de dégâts,.
L'histoire du jeu se déroule après les événements des principaux titres de Disgaea. Il poursuit le développement des personnages principaux de chaque titre et introduit plusieurs personnages originaux, notamment Lucy, Diez et Torachiyo. Le jeu présente le joueur comme un humain qui a été invoqué dans le Netherworld pour élever The Strongest Overlord.

## Histoire
Depuis sa sortie initiale le 19 mars 2019, le service a fait face à de nombreux problèmes signalés et a subi une maintenance pendant plusieurs mois, puis a été relancé en novembre 2019. Depuis la relance, le jeu s'est déroulé de manière plus fluide et plus réussie sans les problèmes techniques qui ont entaché la version originale. En décembre 2020, il a été annoncé que le jeu sortira en version anglaise le 13 avril 2021. La version anglaise du jeu est développée par Boltrend Games,.